# Чан Си (прем'єр-міністр Камбоджі)
Чан Сі (кхмер. ចាន់ ស៊ី; 7 травня 1932 — 26 грудня 1984) — камбоджійський державний і політичний діяч, міністр оборони, заступник голови уряду, прем'єр-міністр Народної Республіки Кампучія в 1981—1984 роках. Один із засновників пров'єтнамського Єдиного фронту національного порятунку Кампучії, що 1979 року повалив режим «червоних кхмерів».

## Життєпис
Народився 1932 року в родині китайського походження.
Від 1949 року брав участь у національно-визвольній війні проти французької колоніальної адміністрації. У 1950-их роках був членом кхмерського В'єтміня. Після Женевської конференції 1954 року залишив Камбоджу, оскільки не визнавав уряд Нородома Сіанука. 1960 року вступив до лав Партії трудящих Кампучії.
Повернувся на батьківщину після березневого перевороту 1970 року. Брав участь у партизанському русі спочатку проти режиму Лон Нола, а потім проти червоних кхмерів Пол Пота, оскільки не поділяв його радикальних поглядів.
Пройшов військову підготовку в СРСР і багато років провів у В'єтнамі. У грудні 1978 року став одним із засновників Єдиного фронту національного порятунку, що брав активну участь у поваленні режиму «червоних кхмерів» 1979 року.
На IV з'їзді урядової Народно-революційної партії в травні 1981 року був обраний членом Політбюро ЦК. В лютому 1982 року був призначений головою Ради міністрів НРК. Проводиладив прорадянську та пров'єтнамську політику.
У грудні 1984 року був госпіталізований до однієї з московських лікарень, де й помер 26 грудня від гострої серцевої недостатності. В'єтнамські ЗМІ повідомили про смерть політика лише за кілька днів. Остаточно обставини смерті прем'єр-міністра дотепер не з'ясовані.